# Argyresthia dilectella
Argyresthia dilectella là một loài bướm đêm thuộc họ Yponomeutidae. Loài này có ở Bắc Âu và Trung Âu.
Sải cánh dài 7–9 mm. Con trưởng thành bay từ tháng 6 đến tháng 8. .
Ấu trùng ăn Juniperus communis và Chamaecyparis.